# 61 Piscium
61 Piscium är en gulvit stjärna i huvudserien som ligger i Fiskarnas stjärnbild.
61 Piscium har visuell magnitud +6,51 och är därför inte synlig för blotta ögat ens vid god seeing. Stjärnan befinner sig på ett avstånd av ungefär 185 ljusår.